# Hana Andronikova
Hana Andronikova, née le 9 septembre 1967 à Zlín et morte le 20 décembre 2011 à Prague, est une écrivaine tchèque. Deux de ses romans, Zvuk slunečních hodin et Nebe nemá dno, ont reçu le prix Magnesia Litera (cs) en 2002 et 2011 dans des catégories différentes.

## Biographie
Originaire de Zlín, Hana Zndronikova fait des études de tchèque et d'anglais à l'université Charles de Prague.
Son premier roman, Zvuk slunečních hodin, est considéré comme l'un des plus grands livres de la littérature tchèque depuis la chute du communisme. Ce roman raconte l'histoire d'un jeune ingénieur, Thomas, et de sa femme d'origine juive, Rachel, dans les années qui précèdent la Seconde Guerre mondiale. Il est traduit pour la première fois en anglais en 2015.
Son dernier roman, Nebe nemá dno, reçoit le prix des lecteurs du Magnesia Litera en 2011 et est cité parmi les quatre meilleurs livres de l'année. Elle y raconte ses derniers jours et son combat contre le cancer ainsi que la mort de son père.
En plus de ses écrits, elle participe à la mise en scène de deux pièces de théâtre au Théâtre Archa de Prague : Tanec přes plot en 2008 et Pakosti a drabanti en 2010.
Elle meurt d'un cancer le 20 décembre 2011.

## Œuvres
- Zvuk slunečních hodin  (ISBN 80-242-0689-7) (2001)
- Srdce na udici  (ISBN 80-7227-138-5) (2002)
- Nebe nemá dno  (ISBN 978-80-207-1337-7) (2010), dans lequel elle décrit son combat contre le cancer
- Vzpomínky, co neuletí  (ISBN 978-80-207-1581-4) (2014)

## Source
- (en) Cet article est partiellement ou en totalité issu de l’article de Wikipédia en anglais intitulé « Hana Andronikova » (voir la liste des auteurs).

1. 1 2 3  (en) « Hana Andronikova: mourning a powerful Czech literary voice », sur Radio Prague International (consulté le 20 mars 2020)
2. 1 2 3 4 5  « Zemřela spisovatelka Hana Andronikova », sur iDNES.cz, 20 décembre 2011 (consulté le 20 mars 2020).
3. 1 2  (en) « The Sound of the Sundial: Hana Andronikova’s classic at last in English translation », sur Radio Prague International (consulté le 20 mars 2020).